# Sebastián Fernández
Sebastián Bruno Fernández Miglierina, född 23 maj, 1985 i Montevideo, är en uruguayansk fotbollsspelare. Han spelar för den uruguayanska klubben Club Nacional de Football i Primera División de Uruguay.
Den 5 augusti 2010 skrev han på ett femårskontrakt med Málaga FC för en övergångssumma på € 3,6 miljoner. Han blev därmed klubben dyraste inköp genom tiderna.
Fernández har spelat i landslaget sedan 2006 och deltog under 2010 i VM i Sydafrika.